# Georg Rosen (Diplomat, 1895)
Georg Rosen (* 14. September 1895 in Schirwan, Persien; † 22. Juli 1961 in Detmold) war ein deutscher Jurist und Diplomat.

## Leben

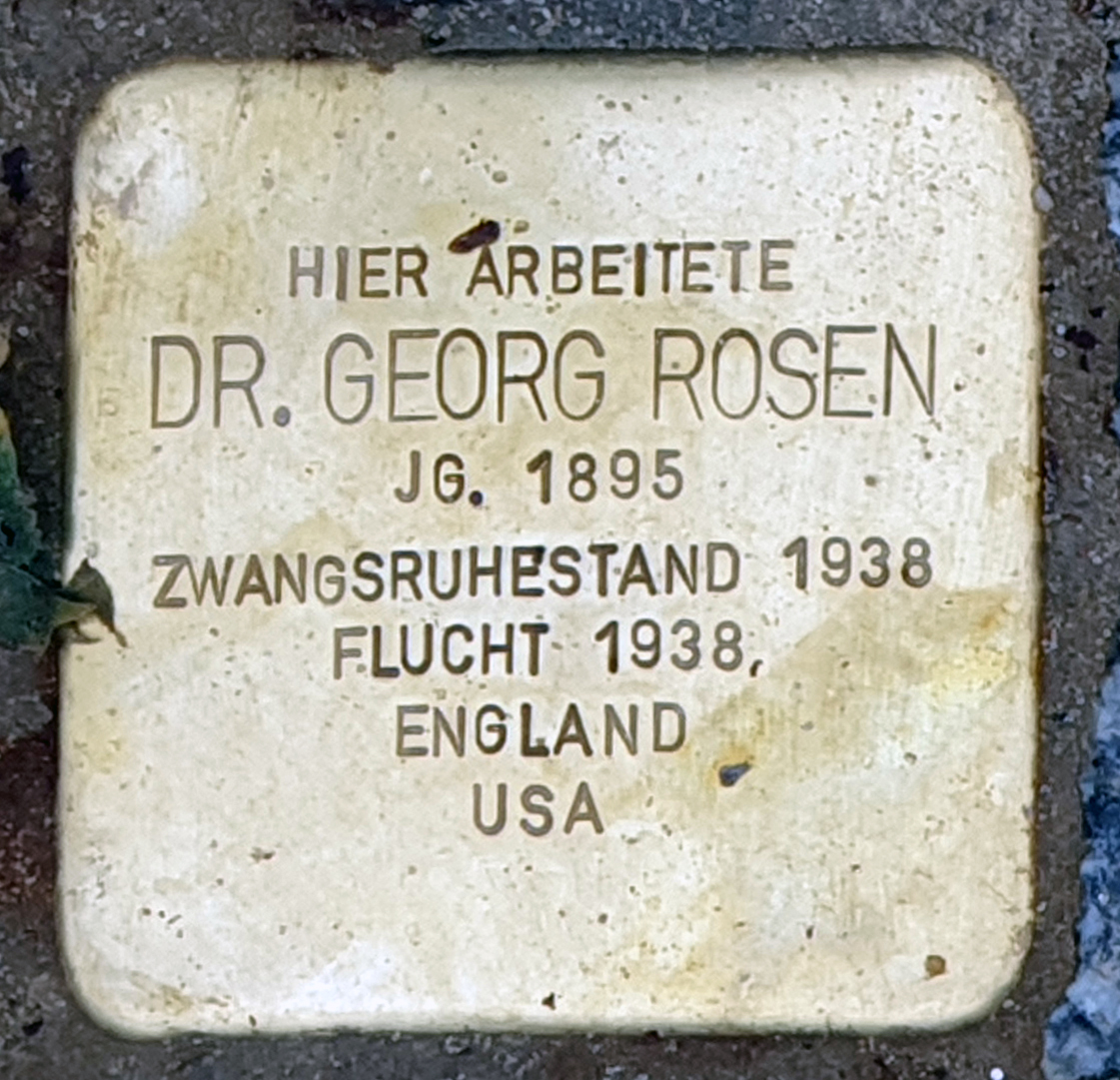
Stolperstein am Haus, Wilhelmstraße 92, in Berlin-Mitte

Rosen wurde 1895 nahe Teheran, der Hauptstadt des Iran, als Sohn des späteren deutschen Außenministers Friedrich Rosen geboren. Sein Vater und Großvater waren beide bedeutende Orientalisten. 1917 nahm Georg Rosen als Freiwilliger am Ersten Weltkrieg teil, wobei er an der Westfront eingesetzt war.
Nach dem Studium trat er 1921 in den diplomatischen Dienst ein. Er trug den akademischen Titel eines Dr. jur.
Von 1933 bis 1938 war er als Legationssekretär an der Deutschen Botschaft in China tätig, so im Jahr 1937 auch in Nanjing, der damaligen Hauptstadt von China. In dieser Zeit setzte er sich gemeinsam mit dem deutschen Kaufmann John Rabe, nach dem japanischen Überfall auf China, während des Massakers von Nanking (auch Nanjing) 1937/38 für die Errichtung einer Schutzzone ein, um der chinesischen Zivilbevölkerung Schutz vor den Übergriffen der japanischen Soldaten zu bieten. Damit half er, mehr als 200.000 Chinesen das Leben zu retten. Rosens Rolle bei der Rettung der Zivilbevölkerung wird in dem Film John Rabe ausführlich dargestellt.
Aufgrund seiner jüdischen Vorfahren wurde Rosen im Dritten Reich bei Beförderungen übergangen und 1938 gezwungen, den diplomatischen Dienst zu verlassen. Er emigrierte 1938 nach London und später in die USA, wo er an mehreren Universitäten lehrte. Nach dem Krieg kehrte Rosen in die Bundesrepublik Deutschland zurück und wurde erneut im Auswärtigen Dienst tätig. Seine Stationen waren London (Botschaftsrat) sowie Montevideo, wo er als Botschafter eingesetzt wurde. 1960 wurde Rosen in den Ruhestand versetzt.
Am 5. November 2021 wurde vor dem ehemaligen deutschen Außenministerium, Berlin-Mitte, Wilhelmstraße 92, ein Stolperstein für ihn verlegt.

## Besonderheiten
Rosen war Rhodes-Stipendiat. Er setzte sich nach dem Zweiten Weltkrieg dafür ein, dass Deutsche erneut als Stipendiaten an der University of Oxford zugelassen werden sollten.